# Академічне веслування на літніх Олімпійських іграх 2020 — четвірки (жінки)
Змагання з академічного веслування в четвірках серед жінок на літніх Олімпійських іграх 2020 року відбулися з 24 по 28 липня 2021 року на Веслувальному каналі Сі Форест. Змагалися 40 веслувальниць з 10 країн.

## Передумови
Це була 2-га поява цієї дисципліни на Олімпійських іграх. Попереднього разу її провели 1992 року.

## Кваліфікація
Кожен Національний олімпійський комітет (NOC) може виставити в цій дисципліні не більш як одного човна (чотирьох веслувальниць). 10 квот розподілено таким способом:
- 8 через Чемпіонат світу 2019 року
- 2 через Фінальну кваліфікаційну регату

## Формат змагань
У цій дисципліні академічного веслування човном рухають чотири веслувальниці, використовуючи по одному веслу. Довжина дистанції становить 2000 метрів — олімпійський стандарт починаючи з 1912 року.
У першому раунді проводять два попередні запливи. Перші два човни в кожному запливі виходять до фіналу A, а всі інші потрапляють до додаткового раунду.
Додатковий раунд дає веслувальницям ще один шанс потрапити до фіналу A. Човни, що посіли перші два місця, виходять до фіналу A, а решта — потрапляють до фіналу B.
У фіналі A розігрують медалі, а також місця з 4-го по 6-те. У фіналі B розігрують місця з 7-го по 10-те.

## Розклад
Змагання в цій дисципліні відбуваються впродовж п'яти окремих днів. Вказано час початку сесії. Під час однієї сесії можуть відбуватися змагання в кількох різних дисциплінах.
Вказано японський стандартний час (UTC + 9)
| Дата                       | Час       | Раунд             |
| -------------------------- | --------- | ----------------- |
| Субота, 24 липня 2021 року | 11:20     | Попередні запливи |
| Неділя, 25 липня 2021 року | 13:00     | Додатковий заплив |
| Середа, 28 липня 2021 року | 8:54 9:50 | Фінал B Фінал A   |

## Результати

### Запливи
Перші два човни з кожного запливу кваліфікувалися до фіналу A, а решта - потрапили до додаткового запливу.

#### Заплив 1
| Місце | Доріжка | Веслувальниці                                                    | Країна                | Час     | Примітки |
| ----- | ------- | ---------------------------------------------------------------- | --------------------- | ------- | -------- |
| 1     | 4       | Еллен Гоґерверф Каролін Флорейн Їмк'є Клеверінґ Веронік Местер   | Нідерланди (NED)      | 6:33.47 | Q        |
| 2     | 3       | Лінь Сіню Ван Фей Цінь Мяомяо Лу Шиюй                            | Китай (CHN)           | 6:38.54 | Q        |
| 3     | 1       | Дженніфер Мартінс Крістіна Вокер Ніколь Гер Стефані Ґрауер       | Канада (CAN)          | 6:40.07 | Д        |
| 4     | 2       | Рован Маккеллар Гаррієт Тейлор Карен Беннетт Ребекка Шортен      | Велика Британія (GBR) | 6:41.02 | Д        |
| 5     | 5       | Марія Вєжбовська Olga Michalkiewicz Моніка Цяцюх Йоанна Діттманн | Польща (POL)          | 6:48.33 | Д        |

#### Заплив 2
| Місце | Доріжка | Веслувальниці                                                                   | Країна          | Час     | Примітки |
| ----- | ------- | ------------------------------------------------------------------------------- | --------------- | ------- | -------- |
| 1     | 1       | Люсі Стефан Розмарі Попа Джессіка Моррісон Аннабель Макінтайр                   | Австралія (AUS) | 6:28.76 | Q        |
| 2     | 2       | Ефрік Кіог Еймер Ламб Фіона Мурта Емілі Геґарті                                 | Ірландія (IRL)  | 6:28.99 | Q        |
| 3     | 3       | Мадаліна Хегес Елена Логофату Крістіна Попеску Роксана Ангел                    | Румунія (ROU)   | 6:40.02 | Д        |
| 4     | 5       | Маделин Вонамейкер Клер Коллінз Кендалл Чейз Грейс Лучак                        | США (USA)       | 6:43.80 | Д        |
| 5     | 4       | Тріне Дагль Педерсен Крістіна Йогансен Фріда Санґґорд Нільсен Іда Ґертс Якобсен | Данія (DEN)     | 6:50.15 | Д        |

### Додатковий заплив
Човни, що посіли перші два місця, виходять до фіналу A, а решта — потрапляють до фіналу B.
| Місце | Доріжка | Країна                | Час     | Примітки |
| ----- | ------- | --------------------- | ------- | -------- |
| 1     | 5       | Велика Британія (GBR) | 6:46.20 | Q        |
| 2     | 6       | Польща (POL)          | 6:46.57 | Q        |
| 3     | 2       | Румунія (ROU)         | 6:47.38 | FB       |
| 4     | 1       | Канада (CAN)          | 6:51.71 | FB       |
| 5     | 3       | США (USA)             | 6:53.26 | FB       |
| 6     | 4       | Данія (DEN)           | 7:01.17 | FB       |

### Фінал
| Місце | Доріжка | Країна                | Час     | Примітки |
| ----- | ------- | --------------------- | ------- | -------- |
| 1     | 3       | Австралія (AUS)       | 6:15.37 | OB       |
| 2     | 4       | Нідерланди (NED)      | 6:15.71 |          |
| 3     | 2       | Ірландія (IRL)        | 6:20.46 |          |
| 4     | 1       | Велика Британія (GBR) | 6:21.52 |          |
| 5     | 5       | Китай (CHN)           | 6:25.13 |          |
| 6     | 6       | Польща (POL)          | 6:29.95 |          |

| Місце | Доріжка | Країна        | Час     | Примітки |
| ----- | ------- | ------------- | ------- | -------- |
| 7     | 1       | США (USA)     | 6:33.65 |          |
| 8     | 4       | Данія (DEN)   | 6:34.72 |          |
| 9     | 2       | Румунія (ROU) | 6:35.12 |          |
| 10    | 3       | Канада (CAN)  | 6:35.13 |          |